# Bloody Sound Fucktory
La Bloody Sound Fucktory è un'etichetta discografica indipendente italiana, fondata a Jesi nel 2004 da Jonathan Iencinella e Andrea Refi. La label, che si occupa principalmente di alternative rock, indie rock dalle influenze punk rock, ha mantenuto nel tempo una spiccata attitudine DIY. L'etichetta co-produce spesso gruppi con altre label dall'attitudine simile come Wallace Records, FromSCRATCH, Brigadisco.

## Storia dell'etichetta
Bloody Sound nasce nel 2004 come fanzine, fondata da Jonathan Iencinella, che allora suonava con i Guinea Pig, e da Andrea Refi. Oltre alla pubblicazione della fanzine i due, con l'aiuto di Alessandro Gentili che entra nel collettivo nel 2005, si occupano di organizzare eventi, concerti e dj-set sul territorio locale.
Nel 2007 la fanzine chiude e nasce la Fucktory, che alle precedenti attività affianca quella di produzione di materiale discografico. La prima pubblicazione con questo marchio fu The Scum Album di Edible Woman, ma fin da questo primo periodo l'etichetta pubblicò alcune delle band che segnarono poi il proprio percorso con Action From The Basement dei Lush Rimbaud, Ti Tolgo La Vita dei Dadamatto, Sick Sex And Meat Disasters In A Wasted Psychic Land  dei Butcher Mind Collapse e Get Free Or Die Tryin dei Jesus Franco & the Drogas
Sul finire del decennio l'etichetta inaugurò la collana "Ectoplasmi", con cui produrrà un certo numero di band che non videro mai una produzione ufficiale, ma che in qualche modo erano legate a band dell'etichetta stessa.
Nel 2010 a Refi subentra Daniele "Nando" Luconi, mentre nel 2012 è l'altro fondatore, Iencinella, a lasciare Bloody Sound Fucktory. Attualmente l'etichetta è gestita da Gentili e Luconi.

## Artisti prodotti da Bloody Sound Fucktory
- Above the tree
- Above the tree & Drum Ensemble Du Beat
- Barbagallo
- Bhava
- Butcher Mind Collapse
- Mattia Coletti
- Dadamatto
- Jesus Franco & the Drogas
- Edible Woman
- Evolution So Far
- Fuzz Orchestra
- Gallina
- Germanotta Youth
- Gerda
- Guinea Pig
- Lebowski & Nico
- Lleroy
- Lucifer Big Band
- Lush Rimbaud
- Luther Blissett
- Mr. Whore
- One Fuck One
- One Man 100% Bluez
- Plasma Expander
- Satantango
- The Great Saunites
- Tucano
- Welles